# Metro w Bilbao

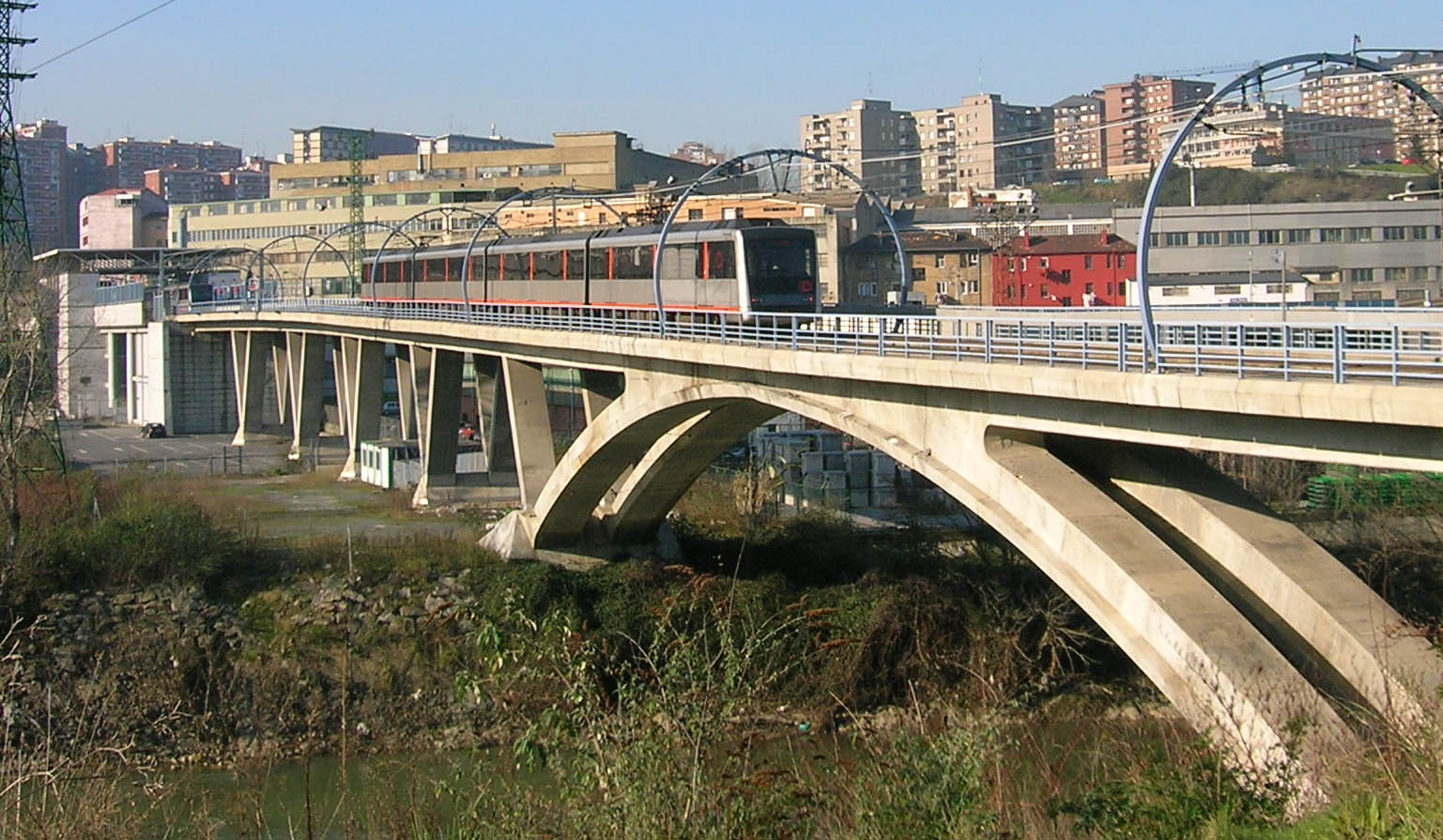
Metro w Bilbao most nad rzeką Nervión-Ibaizabal niedaleko stacji Bolueta

Metro Bilbao jest to system metra obsługujący położone w Kraju Basków miasto Bilbao i jego przedmieścia. Stacje metra zaprojektowane zostały przez Normana Fostera i przez mieszkańców nazywane są potocznie Fosterios.

## Historia
Pierwsze plany budowy narodziły się w latach 20. XX wieku, kiedy to rada miasta przygotowała dość realny projekt, zamiary budowy zniweczył jednak wielki kryzys ekonomiczny i Hiszpańska wojna domowa.
W 1971 rząd Kraju Basków, Rada Miasta Bilbao i przygotowała studium wykonalności inwestycji na terenie Bilbao i okolic, studium to potwierdziło zasadność budowy systemu co przełożyło się na utworzenie w 1976 roku konsorcjum transportowego Creditrans. Te dwa wydarzenia doprowadziły w końcu do rozpoczęcia prac budowlanych w 1987 roku.
W 1989 prace rozpoczęły się na terenie ścisłego centrum, kiedy to zamknięto ulicę Moyú, główną arterię komunikacyjną miasta, co doprowadziło do poważnych problemów komunikacyjnych w mieście, w czasie prac budowlanych doszło do pewnych błędów, gdyż uszkodzeniu uległy niektóre budynki umiejscowione w niewielkiej odległości od robót.
11 listopada 1995 nastąpiło otwarcie pierwszej linii.

## Tabor
Metro w Bilbao jest obecnie obsługiwane przez 24 pociągi typu UT-500 i 13 typu UT-550, firmy CAF.
Wszystkie pojazdy w godzinach nocnych przetrzymywane są na stacjach techniczno-postojowych w Sopelana i Ariz.
Pierwszych szesnaście pojazdów, posiadających numery od UT-501 do UT-516 dostarczone zostały przez CAF w listopadzie 1995. Pojazdy korzystają z napięcia 1500 woltów i mogą pomieścić do 712 osób. Ich prędkość maksymalna wynosi 80 kilometrów na godzinę.

## Linie

Schemat sieci metra

Metro w Bilbao korzysta z następujących linii:
| Linia | Kolor    | Trasa                | Otwarto w | Długość | Stacje |
| ----- | -------- | -------------------- | --------- | ------- | ------ |
| 1     | Czerwona | Plentzia ↔ Etxebarri | 1995      | 29,4 km | 28     |
| 2     | Czarna   | Kabiezes ↔ Basauri   | 2002      | 21,2 km | 25     |
| 3     | Róż      | Matiko ↔ Kukullaga   | 2017      | 5,9 km  | 7      |